# Ненавистный
«Ненавистный» (др.-греч. Μισούμενος) — комедия древнегреческого драматурга Менандра, текст которой сохранился фрагментарно благодаря ряду папирусов III и, возможно, IV веков. Отдельные строки из пролога цитируют позднеантичные писатели.
Точных данных о времени написания и постановки пьесы в сохранившихся источниках нет. При этом в одном из фрагментов текста упоминается царская власть на Кипре, упразднённая в 310/309 году до н. э. Соответственно действие «Ненавистного» происходит не позже этого момента.
Главный герой комедии — Фрасонид, который, судя по прологу, недавно вернулся домой после долгого отсутствия. Он купил молодую рабыню Кратию, предоставил ей свободу и сделал ряд богатых подарков, но та всё же не отвечает взаимностью на его любовь и не объясняет причины такого поведения. Позже выясняется, что она считает Фрасонида виновником гибели своего брата. История заканчивается благополучно, когда Кратия узнаёт, что её брат жив.
«Ненавистный» пользовался, по-видимому, большой популярностью в эпоху поздней античности. Согласно Диогену Лаэртскому, философ Хрисипп считал стремление Фрасонида к духовной близости с любимой проявлением истинной дружбы.